# Phymactis polydactyla
Phymactis polydactyla is een zeeanemonensoort uit de familie Actiniidae.
Phymactis polydactyla is voor het eerst wetenschappelijk beschreven door Hutton in 1878.